# Чагарниця червонокрила
Чагарни́ця червонокрила (Trochalopteron formosum) — вид горобцеподібних птахів родини Leiothrichidae. Мешкає в Китаї і В'єтнамі.

## Опис
Довжина птаха становить 27-28 см. Забарвлення переважно коричневе, крила і хвіст червоно-чорні. Голова сіра, горло темно-сіре. Дзьоб і лапи чорні.

## Підвиди
Виділяють два підвиди:
- T. f. formosum Verreaux, J, 1869 — північний захід Китаю (південно-західний Сичуань, північно-східний Юньнань, південь Гуансі);
- T. f. greenwayi (Delacour & Jabouille, 1930) — південно-східний Юньнань і північний В'єтнам.

## Поширення і екологія
Червонокрилі чагарниці живуть у вологих гірських тропічних лісах і високогірних чагарникових заростях. Зустрічаються на висоті від 900 до 3150 м над рівнем моря.
В 1995 році червонокрилі чагарниці втекли з неволі на острові Мен. Були зафіксовані випадки їх гніздування, однак нині популяція, імовірно, вимерла.